# Gültekin Kaan

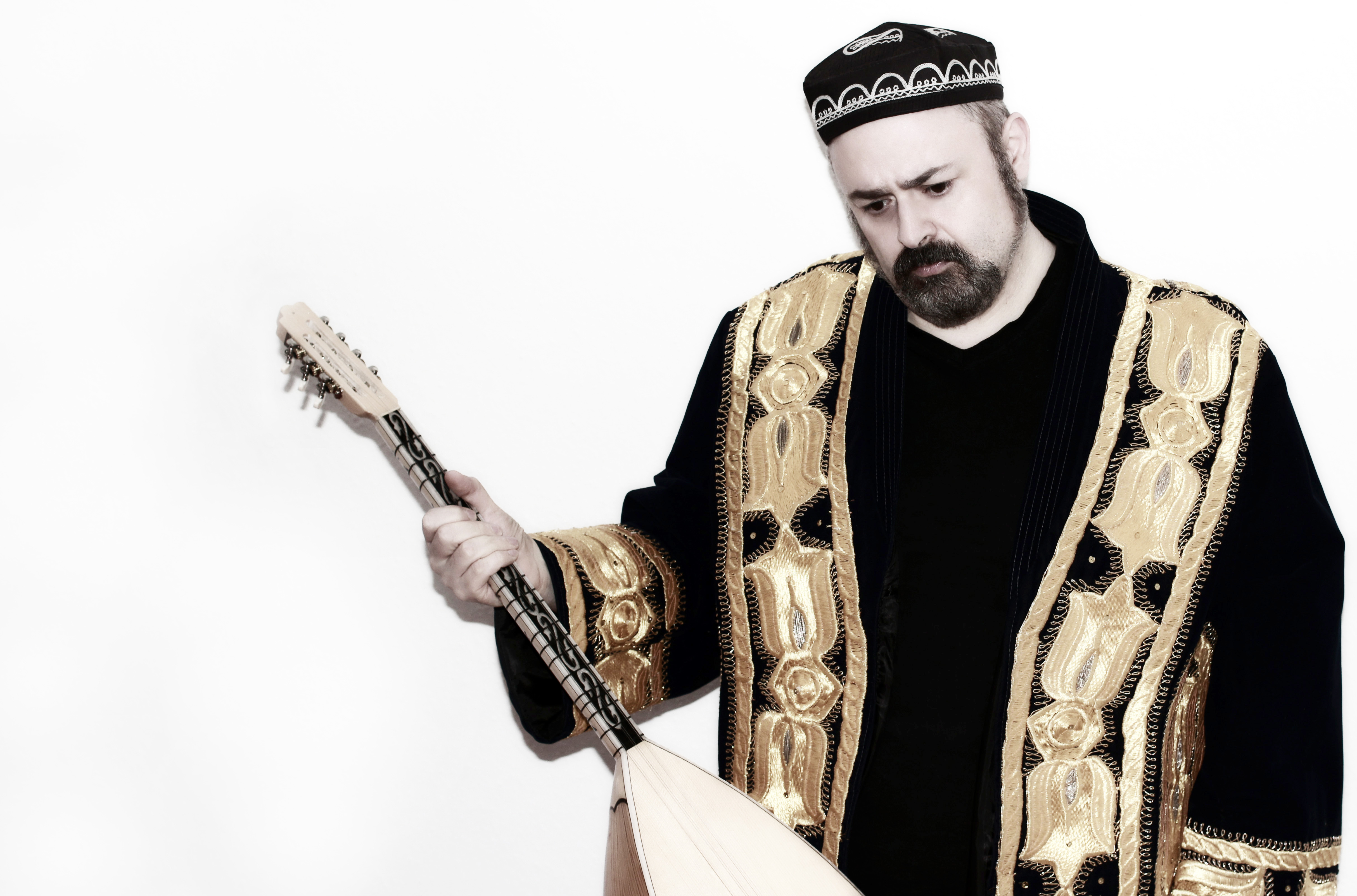

Gültekin Kaan (eigentlich Gültekin Kaan Kaynak; * im 20. Jahrhundert in Backnang) ist ein deutscher Rockmusiker, Sänger, Komponist, Texter und Lyriker. Ein Großteil seiner Begleitband diVan lebt im Saarland.

## Leben
Kaan arbeitete mit Smokie, Erkin Koray, Cem Karaca und Bahadır Akkuzu von Kurtalan Ekspres. Er war Songschreiber und Produzent für deutsche und türkische Acts sowie Mitinhaber eines Tonstudios. Er veröffentlichte drei Gedichtbände und ist Autor von Kinderbüchern. Mit seiner Band diVan konzertiert Kaan seit 1998 im gesamten europäischen Raum und der Türkei. Nachdem sein Album 1001 divan in der Türkei über Sony Music veröffentlicht worden war, erschien am 27. Juli 2012 sein Album Sofra weltweit bei Blue Flame (Rough Trade).

## Musikstil
Kaan nennt seine Musik selbst „Oriental World Rock“. Es ist eine Mischung von türkischer Volksmusik und Kunstmusik mit westlichen Klängen. Die Texte sind märchenhafte Lyrik in türkischer Sprache, die unter anderem an die Märchen aus Tausendundeiner Nacht angelehnt sind. In der Türkei gilt diese Art von Musik als Anadolu Rock und in Deutschland eher als Weltmusik.

## Trivia
Besonderes Aufsehen erregte eine Sendung im koreanischen Radio. Der bekannte Radiomoderator und Comedian Yoo Se-yoon besprach dort humoristisch das Video des Songs Perilerin Oyunu auf dem Album Sofra und verhalf Kaan damit zu einer enormen Fangemeinde in Korea.

## Diskografie (Auswahl)
- 1995: Kısmet (mit After the Beep) (Rockwerk)
- 1997: Nisfet (als Gültekin Kaynak) (Rockwerk)
- 2011: 1001 divan (We Play / Sony)
- 2012: United Colors of Words (Sampler) (Lola’s World Records)
- 2012: Sofra (Blue Flame Records/Rough Trade)
- 2014: Namaste Ibiza Selection Vol. 2 (Sampler) (Blue Flame Records)